# Чикен (Аляска)
Чи́кен (англ. Chicken) — статистически обособленная местность в зоне переписи населения Саутист-Фэрбанкс штата Аляска (США).
По переписи 2020 года в Чикене постоянно проживали 12 человек, тем не менее среднее количество жителей в поселении летом, во время туристического сезона, составляет 37 человек (данные 2016 года). В связи со своим странным названием (с англ. Chicken — «Курица»), посёлок часто фигурирует в списке необычных топонимов.
Через Чикен проходит шоссе Тейлор, функционирующее на данном участке с середины марта до середины октября. Воздушное сообщение поселению обеспечивает одноимённый аэропорт (одна гравийная полоса длиной 762 метра; в 2005 году обработано 475 операций взлёт-посадка).
Поселение было основано в конце XIX века шахтёрами-золотоискателями. В начале XX века здесь жили около 400 человек. В 1902—1903 году здесь открылось почтовое отделение, поэтому для посёлка потребовалось название. В связи с обилием в окру́ге тундряных куропаток (англ. rock ptarmigan) название было выбрано Птармиган. Однако у малообразованных жителей поселения возникли трудности с написанием этого не самого простого для английского языка слова, поэтому в качестве альтернативы было выбрано лёгкое Chicken, то есть «Курица».
В Чикене сохранилось 15 строений, построенных между 1908 и 1967 годами — Исторический район, внесённый в 2001 году в Национальный реестр исторических мест США.